# Koelkev
De Koelkev (Russisch: Кулкев) is een kleine basalt- tot basalt-andesietische schildvulkaan in het zuidelijke deel van het Centraal Gebergte in het Russische schiereiland Kamtsjatka iets ten zuidoosten van de grens met Korjakië. Met 915 meter vormt het een van de kleinste kwartaire schildvulkanen uit het Centraal Gebergte. De Koelkev vormt een waterscheiding tussen twee bronrivieren van de Tichaja (zijrivier van de Chajrjoezova); de Koelkev-Okat aan zuidzijde en de Balygikgan aan noordzijde.
Vulkanen in de buurt zijn de Oeksitsjan in het zuiden, de Ajaj, Anaoen, Boenanja, Jenkavtenoep en Tsjajtsjiba in het oosten en de Eggella, Olka in het noorden.